# 克拉普胺
克拉普胺（英語：Claziprotamide）是一种研究性新药，正在评估其用于治疗罕见代谢疾病，比如泛酸激酶依赖型神经退行性疾病（PKAN）和神经退行性疾病伴随脑铁沉积（NBIA）。该药物是泛酸激酶1和3的正变构调节剂（PAM），而泛酸激酶1和3对辅酶A的生物合成和细胞代谢至关重要。